# Palais Schützen
Le Palais Schützen (en tchèque Palác Schützenů) ou Palais Schütz, Harbuval-Chamaré ou Palais Bylandt-Rheidt est un bâtiment baroque situé à Prague dans le quartier de Malá Strana. Construit en 1685–1699 sur le site de deux maisons médiévales et de l'église de St Michael, il est protégé en tant que monument culturel.

## Histoire et description

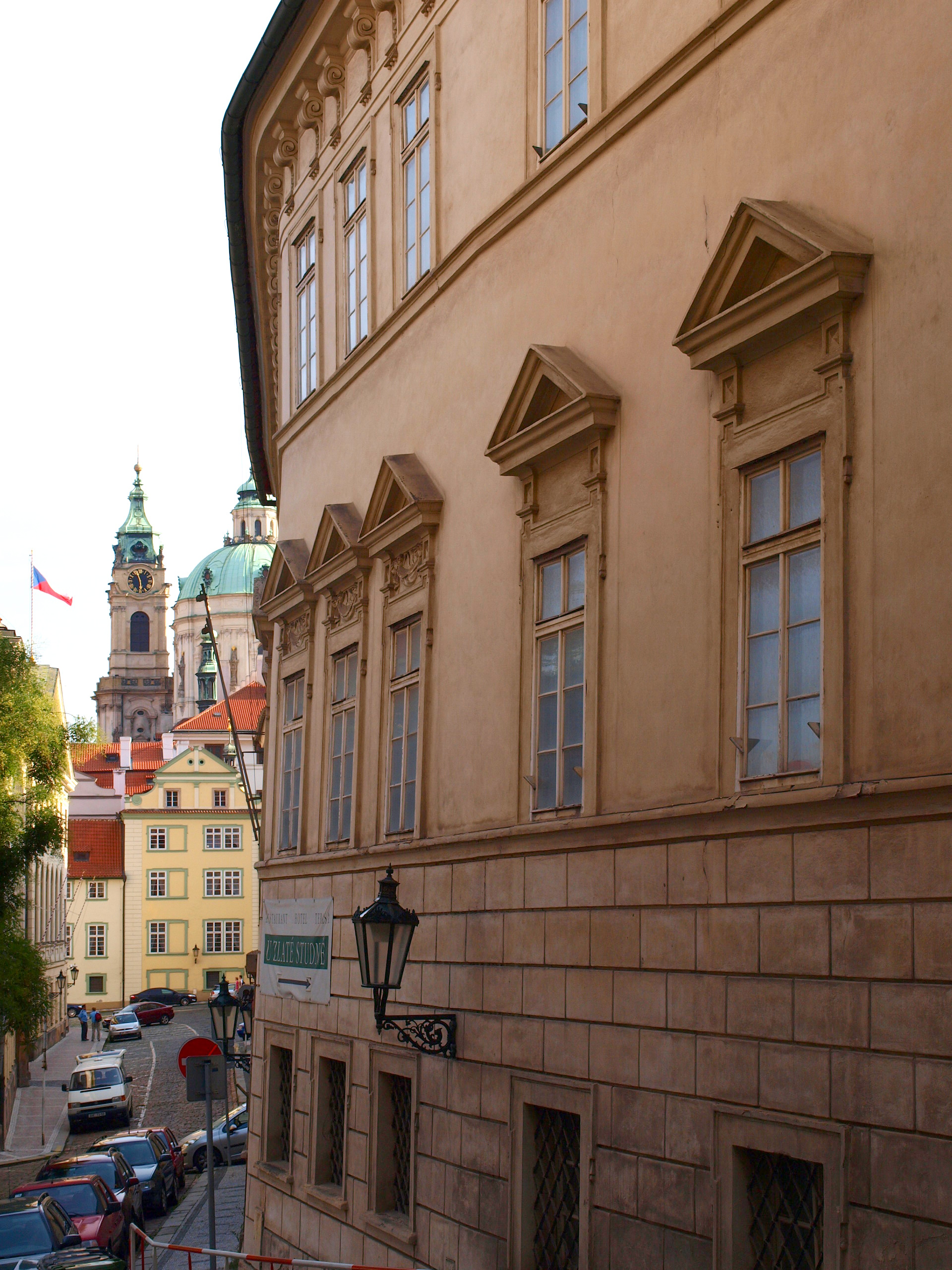
Palais Schützen, en arrière-plan on aperçoit l'église St Nicolas
sur la place de Mala Strana

Le palais a été construit sur le site de deux maisons médiévales et l'église de St Michal et son cimetière, tandis qu'une partie de l'église est intégrée à l'édifice lui-même. Dans la cour du palais il y a un puits. Dans les parties hautes du jardin, l'existence d'une nécropole romane est attestée.
La première reconstruction baroque de la maison date d'avant 1685, peut-être sous l'influence de l'architecte Jean-Baptiste Mathey.
Le palais à quatre ailes a une disposition irrégulière avec une cour intérieure, à l'ouest de celui-ci se trouve un jardin avec une aile séparée du côté nord. La façade principale à deux étages, légèrement incurvée, a une composition irrégulière de fenêtres, au-dessus se trouve une superstructure de belvédère placée plus tard de manière asymétrique. Le rez-de-chaussée est décoré dans un style rustique.

### Jardins
Le jardin couvre un peu plus de 1000 m². Il est visible depuis le jardin sur les remparts du château de Prague, dont il est séparé par l'aile du jardin du palais et l'étroit jardin de la maison voisine, ainsi que celui de l'ambassade britannique qui est immédiatement adjacent. Le jardin lui-même est représentatif d'un jardin baroque palatial, et son importance est renforcée par le fait qu'il est également un élément de l'urbanisme unique du quartier, constitué de jardins de palais sur le versant sud du château de Prague. Ces jardins ont commencé à prendre forme ici au tournant des XVIe et XVIIe siècles, et sont restés presque inchangés jusqu'à nos jours.
La décoration sculpturale des jardins a été créée à l'époque où le palais appartenait aux comtes de Klenové et Janovic (1728-1769), dont le blason apparaît dans le décor en stuc de la niche. L'état actuel du jardin est le résultat d'une réhabilitation des années 1980.

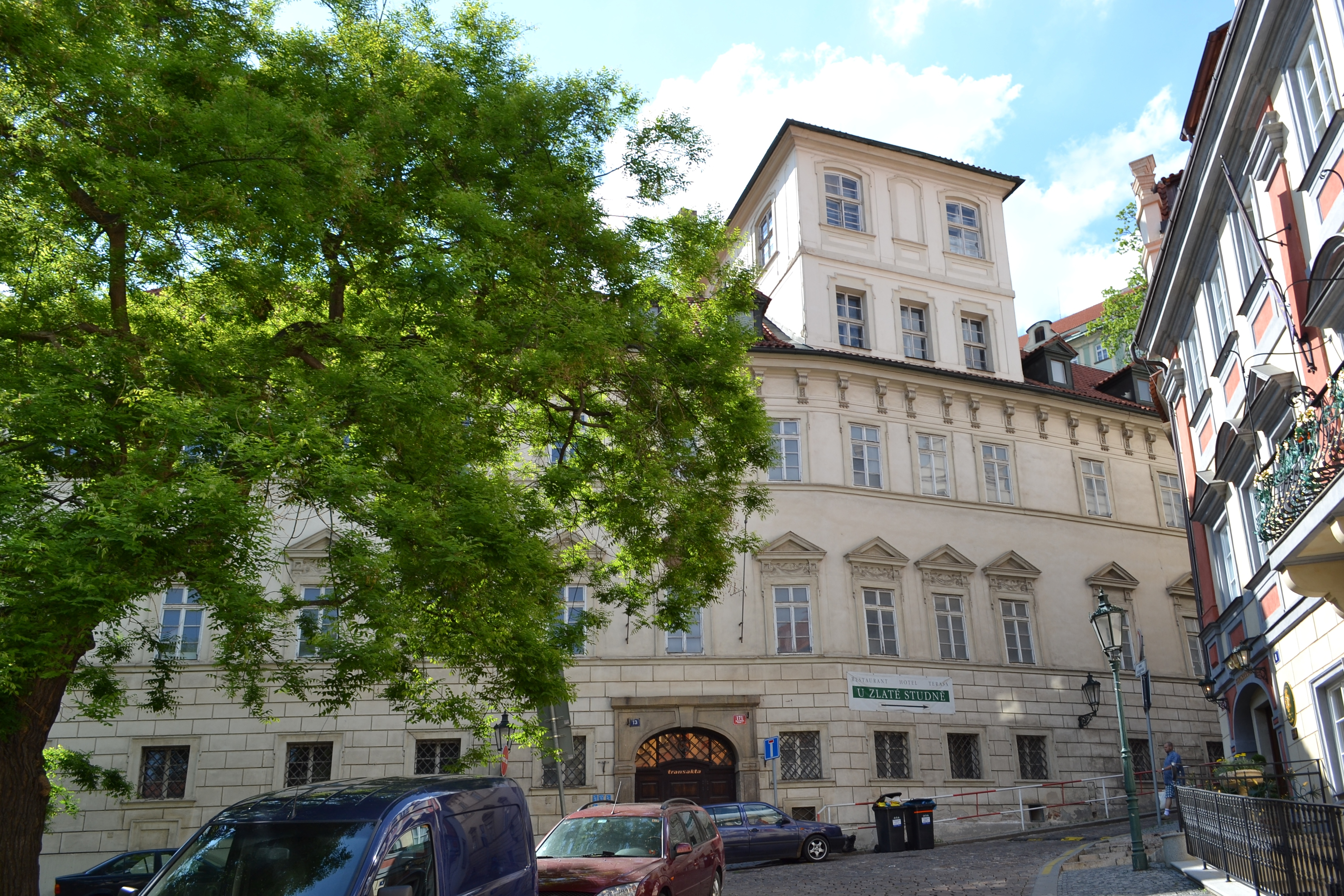
Vue depuis la rue du Parlement

Après 1990, le bâtiment a été acquis par un propriétaire privé. En 2008, il y avait un plan de rénovation de l'ensemble de la zone, selon lequel le palais lui-même devrait être converti en hôtel (Art Palace Chamare), sa cour et son aile de jardin couvertes d'une structure en verre, et une piscine souterraine et un petit édifice construit dans le jardin. Selon certains, ces constructions pourraient aller à l'encontre de la protection de l'édifice, et la construction de la piscine pourrait modifier le régime hydrique des environs et ainsi mettre en danger l'existence des jardins du palais voisin.
En 2017, le palais semblait vide et inutilisé.

## Source de traduction
- (cz) Cet article est partiellement ou en totalité issu de l’article de Wikipédia en tchèque intitulé « Palác Schützenů » (voir la liste des auteurs).